# Ansar al-Islam

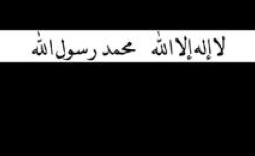
Banner von Ansar al-Islam mit der Schahāda auf dem weißen Streifen

Ansar al-Islam (arabisch أنصار الإسلام, DMG Anṣār al-Islām ‚Helfer des Islam‘) ist eine kurdische islamistische Terrorgruppe, die im Nordirak agiert und bis zur US-Invasion 2003 Dutzende Dörfer in einem Gebiet vom äußersten Nordirak bis zur iranischen Grenze unter Kontrolle hatte. Ansar wurde verdächtigt, Kontakt zur Al-Qaida zu haben. Nach der US-Invasion 2003 trat sie mit zahlreichen Anschlägen und Selbstmordattentaten in Erscheinung, bei denen es viele Tote gab. Enge Verbindungen bestehen zur Gruppe Ansar al-Sunna (Verteidiger der Überlieferung). 

## Name
„Ansar“ (dt. Helfer, aber auch Bewahrer und Verbreiter) ist die arabische Bezeichnung für in Medina neu hinzugekommene Muslime, die Mohammed nach seinem Auszug aus Mekka  im Jahre 622 zur Seite standen. Ansar al-Islam bedeutet daher „Die Helfer des Islams“.

## Geschichte

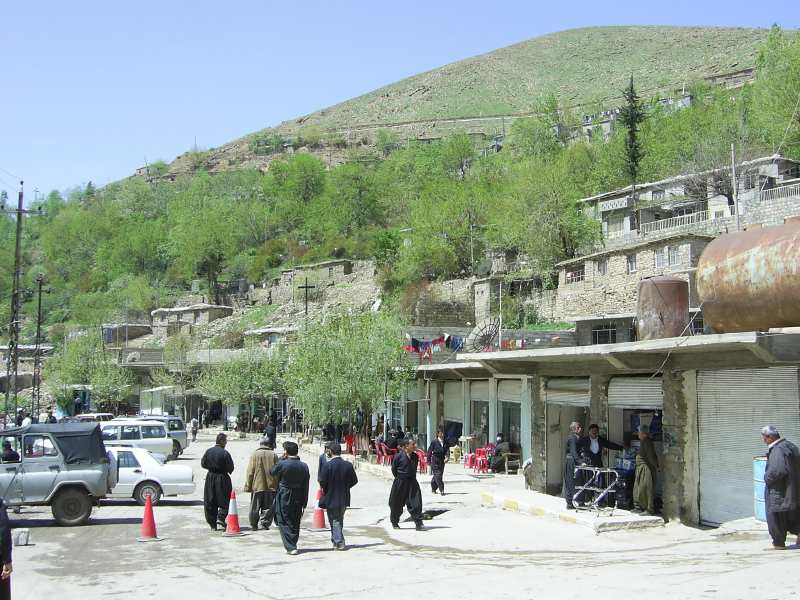
Das Dorf Biyara war Hauptquartier für Ansar al-islam 2001–2003

Im Norden des Irak hatten sich seit den 1980er Jahren einige islamistische Organisationen gebildet, die – auf Grund des mangelnden Rückhalts in der Bevölkerung – zunächst nur geringen politischen Einfluss besaßen. Allerdings sind sie beim Bau von Moscheen und dem Aufbau eines Sozialsystems finanziell unter anderem von Iran unterstützt worden und haben außerdem Zulauf aus den Vereinigten Arabischen Emiraten erhalten.
In den 1990er Jahren und zu Beginn des neuen Jahrtausends spalteten sich wiederholt radikale islamistische Gruppen von der Islamischen Bewegung in Kurdistan ab. Am 10. Dezember 2001 vereinigte sich die Gruppe Dschund al-Islam mit der anderen Splittergruppe Isla (Erneuerung) zu den Ansar al-Islam. Anführer wurde Mullah Krekar. Die radikal islamistische Gruppe kontrollierte ab 2001 im Nordirak ein Gebiet zwischen Halabdscha und der iranischen Grenze, mit Zentrum in Biara und lieferte sich wiederholt Kämpfe mit Truppen der Patriotischen Union Kurdistans.
Bis zum Beginn des dritten Irakkrieges waren die Ansar laut den USA für Übergriffe auf unverschleierte Frauen verantwortlich. Des Weiteren haben die Ansar gezeichnete Bilder mit Menschenmotiven verbrannt, Mädchenschulen angegriffen und Frisörsalons niedergebrannt. Es herrschten ähnliche Kleidungsvorschriften wie in Afghanistan während der Herrschaft der Taliban und eine ähnlich extreme Auslegung der Scharia. So waren Musik und Geschäfte, die Kassetten und CDs verkaufen, verboten. Human Rights Watch berichtete von Folterungen, willkürlichen Verhaftungen und Tötungen von Kämpfern nach ihrer Kapitulation.
Die USA beschuldigten Ansar, ihre Lager als Stützpunkte den Al-Qaida-Kämpfer zur Verfügung zu stellen und Giftgas (z. B. Ricin) zu produzieren. Ein angeblicher Aufenthalt von Abu Mus'ab az-Zarqawi im Nordirak sollte zusammen mit der vermuteten Verbindung zu Saddam Hussein einen Zusammenhang von Al-Qaida und Saddam Hussein konstruieren und zur Legitimation des Irakkriegs beitragen (siehe hierzu Colin Powell am 5. Februar 2003 vor den Vereinten Nationen). Diese Behauptungen wurden von Mullah Krekar allerdings zurückgewiesen.
Im Februar 2003 wurde Mullah Krekar als Führer der Ansar al islam abgesetzt, sein Nachfolger wurde Abu Abdallah al-Shafi, der als solcher auch 2003 in Erscheinung trat. Während des Irakkriegs im März 2003 bombardierte die US-Marine Stellungen der Ansar im Nordirak. Bei Angriffen gemeinsam mit der PUK gegen die Stellungen der Ansar wurden zahlreiche Mitglieder von Ansar und auch der Islamischen Gemeinschaft in Kurdistan getötet und verletzt. Ein mutmaßliches Chemielabor von Ansar al-Islam wurde von Raketen zerstört. Die Herrschaft der Ansar in Nordostirak fand damit ein Ende.
Als der Krieg im Norden durch Zusammenwirken der PUK mit der US-Armee zu Ende ging, flohen zunächst viele der überlebenden Mitglieder in den Iran, kehrten jedoch später in den Irak zurück, um gegen die amerikanischen Truppen und die neue irakische Regierung zu kämpfen. Einige Mitglieder von Ansar, darunter Omar Barziani und Hemin Benishari, schlossen sich der Gruppe von Abu Musab al-Zarqawi, Al-Tauhid wa al-Dschihad an.
Ansar al-islam wird für viele der Selbstmordangriffe im Irak verantwortlich gemacht, darunter den Anschlag auf das UN-Hauptquartier am 19. August 2003 in Bagdad. Sie behauptet auch, für die gleichzeitigen Anschläge auf die PUK und die Kurdische Demokratische Partei am 1. Februar 2004 und den Anschlag am 17. März 2004 auf das Libanon-Hotel in Bagdad verantwortlich zu sein. Auch behauptet sie, an den Schlägen gegen die Koalitionstruppen im April 2004 in Falludscha beteiligt gewesen zu sein.
Ansar al-Islam ist wahrscheinlich 2003 in  Dschaisch Ansar al-Sunna aufgegangen (siehe Einleitung oben).
Von der EU wurde Ansar al Islam 2002 als terroristische Vereinigung eingestuft (Verordnung (EG) Nr. 881/2002 des Rates vom 27. Mai 2002). Am 24. Februar 2003 nahm der UN-Sicherheitsrat Ansar al Islam in die Liste der terroristischen Vereinigungen auf. Ebenfalls steht sie auf der Liste von Terrororganisationen des US-amerikanischen Außenministeriums.
Ende 2003 wurde nach US-Geheimdienstinformationen ein Anschlag auf das Bundeswehrkrankenhaus in Hamburg von Ansar al Islam geplant, was jedoch laut späteren Zeitungsberichten ein Irrtum gewesen sein soll. In Hamburg wurde das mutmaßliche Mitglied Abderazzak Majoub festgenommen. Anfang Dezember 2004 wurde auch in München eine Zelle ausgehoben. Zwei Iraker, darunter Lokman Amin Mohammed, sollen von dort aus Unterstützung für Ansar al Islam geleistet haben. Am 12. Januar 2006 wurde Lokman Amin Mohammed vom Oberlandesgericht München wegen Mitgliedschaft in einer ausländischen terroristischen Vereinigung (§ 129b StGB) und anderem zu sieben Jahren Haft verurteilt. Im Juni 2006 haben in München und Stuttgart weitere Prozesse gegen mutmaßliche Mitglieder begonnen; in Stuttgart wurde Rafik Yousef zu acht Jahren Haft verurteilt wegen Mitgliedschaft in einer terroristischen Vereinigung und versuchter Beteiligung an einem Mord. In München wurde einer der Angeklagten, ein Iraker, am 25. Juni 2007 zu drei Jahren und drei Monaten Haft verurteilt, unter anderem wegen Unterstützung einer terroristischen Vereinigung; der andere Angeklagte wurde am 8. Juli 2007 zu fünfeinhalb Jahren Gefängnis verurteilt.

## Organisation
Ansar al-Islam ist hierarchisch gegliedert, mit einem Rat (Schura) als Leitungsgremium. Neben dem Vorsitzenden (s. o.) gibt es einen ersten (anfangs al-Shafi) und zweiten Stellvertreter (anfangs Aso Hawleri) und Beisitzer für Informationen, Beziehungen, religiöse Angelegenheiten, Organisation, Sicherheit und mehrere Regimentsführer.

## Mitglieder
Die Kämpfer der Ansar al-Islam im Irak waren überwiegend Kurden aus dem Nordirak, hinzu kamen einige Araber. Einige von ihnen haben in Tschetschenien und Afghanistan gekämpft, oder wurden dort in Lagern ausgebildet. Nach dem Afghanistan-Krieg stießen Veteranen von dort zu Ansar al Islam.
Die PUK schätzte die Zahl der Anhänger vor dem dritten Irakkrieg 2003 auf etwa 1000 im Nordirak und mehrere Hundert im iranischen Kurdistan. Dort sollen sie eine 200–300 Mann starke Miliz gehabt haben. Im Krieg wurden mehrere Hundert Kämpfer getötet.
Schätzungen gehen von etwa 80 Unterstützern der Ansar al-Islam in Deutschland aus. Der Großteil davon, ca. 60, sollen sich nach dem bayerischen Verfassungsschutzbericht für das erste Halbjahr 2006 in Bayern befinden. Nach Aussage eines mutmaßlichen Mitglieds von Ansar al-Islam könnte sich die Zahl auch auf 300 Mitglieder belaufen.
In Italien gab es in Mailand und in Cremona Zellen von Ansar. Die italienische Polizei nahm mehrere Verdächtige, darunter Mohammed Tahir Hamid und Radi al-Ajaschi („Merai“), fest; einer wurde bereits 2005 wegen seiner Aktivitäten bei Ansar verurteilt. Die italienische Polizei wies einige lockere Verbindungen zu Al-Qaida und Abu Musab al-Zarqawi nach. Auch in London soll es Unterstützer geben.